# 奈勿王陵
奈勿王陵（なもつおうりょう、ハングル: 내물왕릉〈ネムルワンヌン〉）は、韓国の慶尚北道慶州市校洞（ハングル: 교동〈キョドン〉）にある新羅第17代王（尼師今・麻立干）奈勿（なもつ〈ネムル〉）の陵とされる墳墓である。
1969年8月27日、大韓民国指定史跡第188号に新羅奈勿王陵（ハングル: 신라내물왕릉）として指定された後、2011年07月28日に現在の慶州奈勿王陵（ハングル: 경주 내물왕릉）に名称変更された。
2000年11月、国際連合教育科学文化機関（ユネスコ、UNESCO）の世界遺産（文化遺産）に登録された慶州歴史地域（慶州歴史遺跡地区、ハングル: 경주역사유적지구）の月城地区にある鶏林の西側に位置し、南山地区（慶州南山一円〈史跡第311号〉）の一部（北麓）となる。

## 概要
奈勿王陵は、高さ5.3メートル、直径22メートルの円形封土墳であり、周囲を自然石の護石で固めた封土（盛土）のほかに要素の見られない外観から五陵の形式に分類される。内部の構造形態は積石木槨墳と推定されるほか、横穴式石室墳であることも考えられる。
この奈勿の王陵とされる墳墓は、『三国遺事』の「陵は占星台（瞻星台）の南西に在り」という記述をもとに比定されるが、皇南大塚（98号墳）を奈勿の王陵と捉える説もある。
新羅第17代王の奈勿（在位356-402年）は、王位に就く三姓（朴・昔・金）のうち、金氏として13代王（尼師今）の味鄒（みすう〈ミチュ〉、在位262-284年）に次いで2番目に王位に就き、以降、金氏が王位を独占的に継承している。